# Adiectus solutionis causa
L'adiectus solutionis causa era un soggetto, nel diritto romano, diverso dal creditore, legittimato a ricevere validamente il pagamento per conto del creditore, che in tal modo liberava il debitore ed estingueva l'obbligazione sottostante.
L' obligatio  poteva intercorrere fra due o più soggetti: quando era indicato il creditore, il pagamento liberatorio avveniva solo nei suoi confronti. Se invece l'obbligazione conteneva la formula prometti di dare a Caio o a Tizio?, allora sorgeva la figura dell'adiectus solutionis causa, un soggetto già indicato nell'atto quale valido destinatario alternativo del pagamento.
L'adstipulator era invece una persona di fiducia del creditore che stipulava un'obbligazione sulla scorta di quella originaria, con lo stesso oggetto.

Qualsiasi pagamento, fatto a persona diversa dal creditore, dall'adiecuts o dall'adstipulator, non era valido se il creditore non lo autorizzava.

## Diritto civile
La figura dell’adiectus sussiste ancor oggi nel diritto italiano ai sensi dell'art. 1188 del codice civile (Cassazione, sentenza n° 568/1983) nell'ambito delle prestazioni aventi come oggetto la consegna di cosa mobile o altre prestazioni ricettizie anche di fare, consistendo nella persona indicata dal creditore o dalla legge o dal giudice a ricevere il pagamento, ma è priva di legittimazione passiva processuale, nel senso che il debitore può promuovere azione solo contro il creditore, in dipendenza del contratto in forza del quale è scaturita l'obbligazione.
Secondo la giurisprudenza nel leasing finanziario, che postula un collegamento funzionale tra il contratto di vendita e quello di leasing, «la consegna del bene all'utilizzatore costituisce invece per un verso adempimento dell'obbligazione di consegna del fornitore, e per altro verso esecuzione da parte di quest'ultimo di un incarico conferitogli dal concedente nell'interesse dell'utilizzatore, creditore del concedente in base al contratto di leasing e quindi da considerarsi adiectus solutionis causa rispetto al contratto di vendita». (v. Cass. 20.07.2007, n. 16158).

### Adiectuse rappresentanza apparente
Il pagamento fatto a persona non legittimata non libera pertanto il debitore, tranne che questo non lo ratifichi o non ne approfitti, sancendo così la regola generale che il pagamento è inefficace se fatto a persona non legittimata. Il pagamento fatto al rappresentante apparente (che è figura più ampia del semplice soggetto legittimato a ricevere la prestazione, legata all'istituto della rappresentanza) come quello fatto al creditore apparente libera invece, in base al principio dell'apparenza giuridica, il debitore che si trovi in buona fede, a condizione che lo stesso provi non solo di aver confidato senza colpa nella situazione di apparenza ma, altresì, che l'erroneo convincimento sia imputabile a un comportamento colposo del creditore che abbia creato o ingenerato una ragionevole presunzione sull'esistenza dei poteri rappresentativi dell'accipiens. (Cassazione, sentenza n° 17742/2005). In ogni caso la liberazione del debitore legittima il vero creditore a svolgere l'azione di ripetizione d'indebito nei confronti dell'accipiens non legittimato.
Nell'ambito del contratto, attività negoziale bilaterale, il rappresentante senza poteri (falsus procurator) risponde in base all'art. 1398 c.c.  addirittura del danno causato al terzo contraente che ha sofferto per aver incolpevolmente confidato nella validità del contratto.
Il contratto stipulato da un rappresentante privo di potere o che agisca eccedendo i poteri a lui conferiti, è inefficace (art. 1398, codice civile). Il rappresentato può però, tramite una ratifica, sanare l'atto compiuto senza poteri in suo nome (art. 1399, codice civile). Se il contratto richiede la forma scritta ad probationem, la ratifica può intervenire per fatti concludenti, purché risultanti da atti scritti (Cassazione, sentenza n. 11509/2008)